# Exposé (Mac OS X)

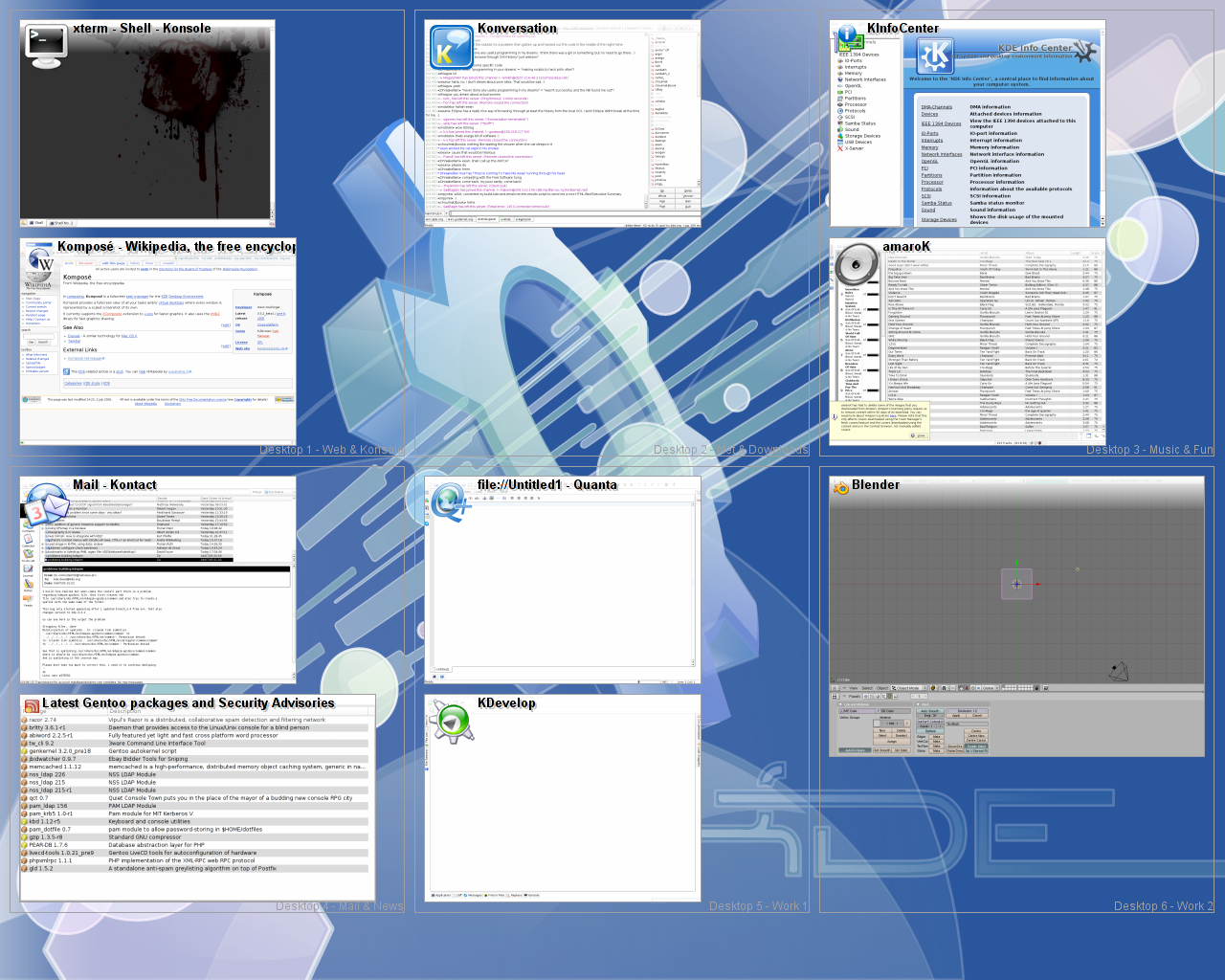
Tela do Komposé – um clone livre do Exposé – exemplificando sua atuação.

Exposé é uma ferramenta do Mac OS X, destinada a facilitar o gerenciamento das janelas dos programas abertos no sistema, permitindo que o usuário possa ter uma rápida visualização de todos os aplicativos em funcionamento, sem a necessidade de clicar em cada um deles.